# Bolesław Dembiński
Bolesław Rawicz-Dembiński (ur. 9 maja 1833 w Poznaniu, zm. 7 sierpnia 1914 tamże) – polski kompozytor i organista, dyrygent, działacz towarzystw śpiewaczych.

## Życiorys
Pochodził z muzycznej rodziny, jego ojciec Maciej był organistą i dyrygentem; także rodzeństwo zajmowało się muzyką (m.in. siostra Katarzyna została śpiewaczką operową). W sierpniu 1854 zastąpił ojca na stanowisku organisty przy katedrze w Poznaniu. Zarabiał także udzielaniem lekcji muzyki. W 1860 założył pierwszy w Poznaniu chór amatorski mężczyzn, działający przy Towarzystwie Przemysłowym. W kolejnych latach kierował chórem mieszanym przy Kole Towarzyskim, a od października 1866 był dyrygentem i kierownikiem artystycznym Poznańskiego Chóru Katedralnego; także na tej funkcji był następcą ojca i pozostał szefem chóru aż do jego rozwiązania przez władze pruskie w 1875. W grudniu 1869 założył i przez dwa lata kierował chórem pod nazwą Towarzystwo Centralne „Harmonia”.
Od 1870 był kierownikiem muzycznym nowo powstałego Teatru Polskiego w Poznaniu; doprowadził do wystawienia – po raz pierwszy w Poznaniu w pełnej wersji – Halki Moniuszki (9 listopada 1876). W 1875 zainicjował powstanie Towarzystwa Przyjaciół Muzyki, ale także ta instytucja nie przetrwała dłuższego czasu, rozwiązana przez władze pruskie w 1879. Stałe miejsce w Poznaniu zyskało natomiast Koło Śpiewackie Poznańskie, założone w 1885 (został jego prezesem) i działające w kolejnych latach pod nazwą Poznańskie Towarzystwo Muzyczne im. Wieniawskiego. W latach 1885–1887 Dembiński kierował pierwszą w Poznaniu polską orkiestrą.
Od 1887 był ponownie organistą w katedrze poznańskiej, od 1894 kierownikiem chóru przy katedrze; pełnił obie funkcje do końca życia. W latach 1892–1905 był prezesem Związku Kół Śpiewackich Polskich na Wielkie Księstwo Poznańskie (późniejszego Wielkopolskiego Związku Śpiewaczego). Ponadto pełnił funkcje prezesa i dyrygenta Koła Śpiewackiego Polskiego oraz kierownika chóru żeńskiego „Lutnia” (1899 – 1901). W grudniu 1903 uroczyście obchodził jubileusz 60-lecia pracy artystycznej.
Jako kompozytor działał od lat 40. XIX wieku. W 1862 stworzył pierwszy większy utwór wokalno-instrumentalny Missa solemnis d-moll, ale sławę przyniosła mu kantata do słów Wincentego Pola Pieśń o ziemi naszej (pierwsze wykonanie 3 lutego 1875). Komponował utwory sceniczne i chóralne – miał w dorobku 80 pieśni chóralnych (m.in. polonez Wiwat wszystkie stany), 9 kantat, 12 mszy, 14 utworów scenicznych, 14 utworów orkiestrowych, oratorium. Współcześnie dorobek kompozytorski Dembińskiego popadł w zapomnienie.
Był dwukrotnie żonaty z córkami organizatora życia muzycznego w Wielkopolsce Maksymiliana Brauna – Bronisławą (zm. 1867) i Wandą (zm. 1912). Z sześciorga dzieci Dembińskiego syn Kazimierz był dyrygentem Koła Śpiewackiego Polskiego w latach 1895–1900, a córka Zofia razem z ojcem organizowała kursy pedagogiczne dla organistów.
Spoczywa na Cmentarzu Śródeckim. Jego imieniem nazwano jeden z chórów polonijnych w Chicago.